# Neottia borealis
Neottia borealis är en orkidéart som först beskrevs av Thomas Morong, och fick sitt nu gällande namn av Dariusz Lucjan Szlachetko. Neottia borealis ingår i släktet näströtter, och familjen orkidéer. Inga underarter finns listade i Catalogue of Life.